# KOMPSat

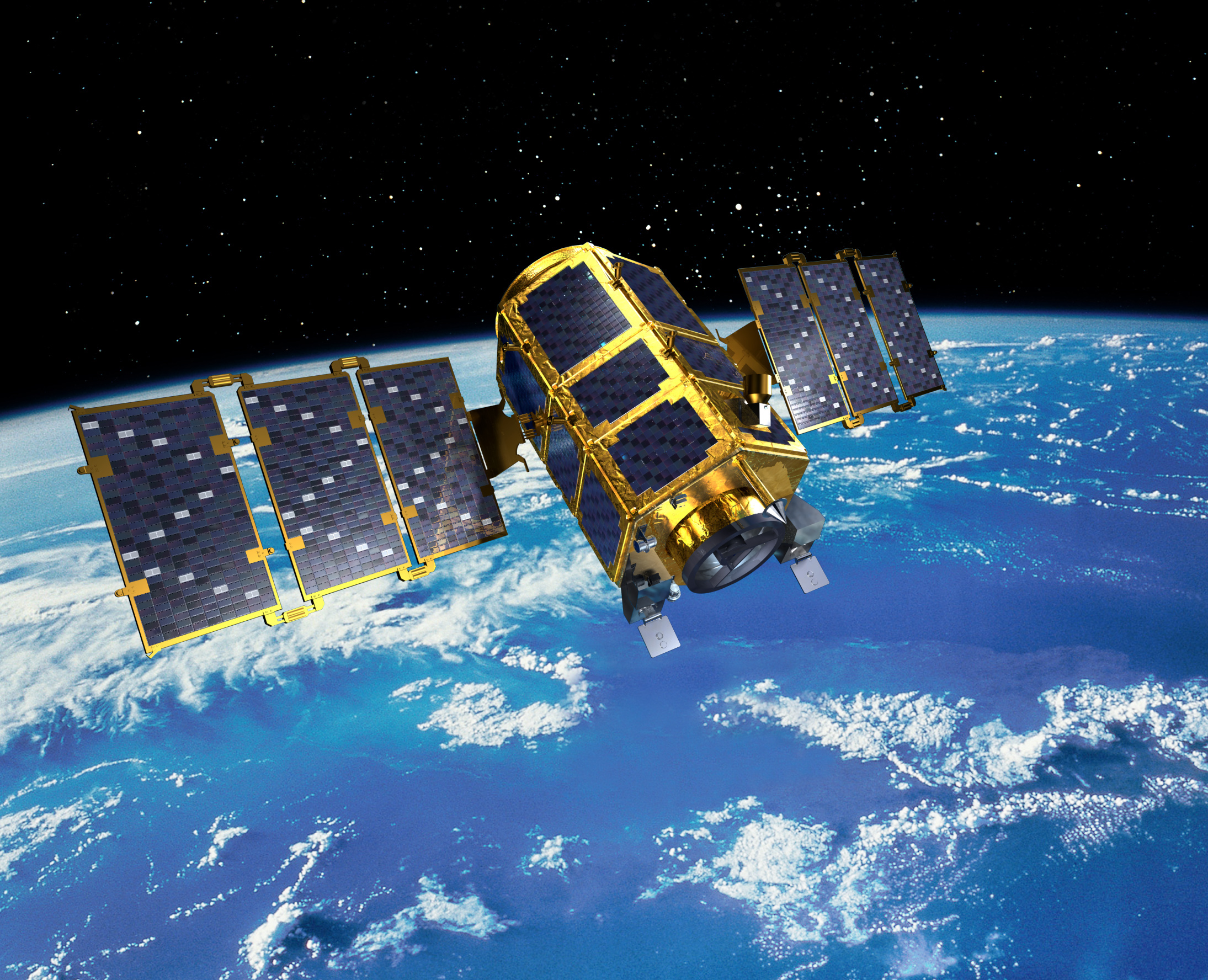
Darstellung von KOMPSat-2 im Weltall

KOMPSat, ein Akronym für Korea Multi-Purpose Satellite, ist der Name einer südkoreanischen Satellitenserie. Das Programm begann 1994, um die Fernerkundungstechnik in Korea zu entwickeln.

## Satelliten
KOMPSat 1 (auch Arirang-1) startete am 21. Dezember 1999 vom Vandenberg Startkomplex 576E mit einer Taurus-Rakete in eine 690 × 722 km hohe sonnensynchrone Bahn mit einer Inklination von 98,3°. Der 470 kg schwere Satellit beobachtete die Weltmeere im sichtbaren und nahen Infrarotbereich. Die elektro-optische Kamera (EOC) hatte eine Auflösung von etwa 6,6 m und einer Schwadbreite von 24 km. Weiterhin hatte er Teilchendetektoren an Bord. Er wurde vom Korea Aerospace Research Institute (KARI) auf Basis des Northrop-Grumman-Space-Technology-TRW-Lightsat-T200B-Satellitenbusses für Satelliten mit etwa 500 kg Gewicht und mit 73 kg Hydrazin als Treibstoff gebaut. TRW hatte den Entwicklungsauftrag in Höhe von 32 Mio. US-Dollar am 19. September 1994 erhalten.
Am 28. Juli 2006 brachte eine russische Rockot-Trägerrakete von Plessezk aus den 800 kg schweren Satelliten KOMPSat 2, auch Arirang-2 genannt, auf eine 685 km hohe sonnensynchrone Umlaufbahn. Der Start war eigentlich schon für 2004 geplant, aber hatte sich aber aufgrund von Problemen mit der Trägerrakete verschoben. Als Nutzlast trägt der Satellit eine Multispektralkamera mit einer Schwarz-Weiß-Ortsauflösung von ca. einem Meter und einer Auflösung von 4 m auf 4 Farbkanälen im Bereich von 450 bis 900 nm. Die Schwadbreite beträgt etwa 15 km, wobei der Satellit Aufnahmen 30° von der Senkrechten aufnehmen kann. Die Daten werden auf einem Solid-State-Rekorder gespeichert. Die Lebensdauer war auf drei Jahre ausgelegt. Die Gesamtkosten des Satellitensystems werden auf 270 Millionen US-Dollar geschätzt.
KOMPSat 3 (Arirang-3), der einen ähnlichen Aufbau wie KOMPSat 2 hat, wurde am 17. Mai 2012 (18. Mai nach Ortszeit) mit einer japanischen H-IIA-Trägerrakete gestartet.
Der Satellit KOMPSat 5 ist mit Radar- (X-Band SAR) statt optischer Abbildungstechnik ausgerüstet. Nachdem der Start zuerst für 2012 geplant gewesen war, wurde im Frühjahr 2013 dem koreanischen Bildungs- und Wissenschaftsminister Lee Ju-ho mitgeteilt, dass das Dnepr-Programm beendet würde und sich Korea eine Alternative zum Transport mit dieser Rakete suchen müsse. Dennoch wurde später eine Dnepr-Rakete bereitgestellt, die 1994 als Interkontinentalrakete des Typs RS-20 gebaut und 2009 für Weltraumstarts umgebaut worden war. Der Start fand am 22. August 2013 vom Kosmodrom Jasny statt.
Der Start von KOMPSat 6 und KOMPSat 7 ist für Ende 2021[veraltet] geplant.
Die Aufnahmen der Satelliten werden durch die Spot Image Group vermarktet, sofern sie keine Landesteile von Korea zeigen.